# Рудольф Гертер
Рудольф Гертер (нім. Rudolf Herter; 23 грудня 1897, Ульм — 4 листопада 1973, Оксенгаузен) — німецький військовий ветеринар, доктор ветеринарії, генерал-майор ветеринарної служби вермахту.

## Нагороди
- Залізний хрест 2-го і 1-го класу
- Золота медаль «За військові заслуги» (Вюртемберг)
- Нагрудний знак «За поранення» в чорному
- Почесний хрест ветерана війни з мечами
- Медаль «За вислугу років у Вермахті» 4-го, 3-го і 2-го класу (18 років; 2 жовтня 1936) — отримав 3 нагороди одночасно.
- Медаль «У пам'ять 13 березня 1938 року»
- Медаль «За Атлантичний вал»
- Хрест Воєнних заслуг 2-го і 1-го класу з мечами